# E☆イヤホン
e☆イヤホン（イーイヤホン）は、大阪市浪速区に本社を置く 株式会社タイムマシン が運営する音響製品小売販売店。大阪・日本橋と東京・秋葉原、名古屋・大須、宮城・仙台に店舗を持ち、店頭およびインターネット通信にて販売を行っている。
株式会社タイムマシンは、2015年にCCCモバイル株式会社と資本・業務提携し、カルチュア・コンビニエンス・クラブ（CCC）の連結グループ会社だったが、2021年にCCC創業家が運営する株式会社ソウ・ツーのグループ会社となっている。

## 概要
ヘッドフォン・イヤフォンとその周辺機器・製品に特化しており、一部の製品を除き、大半の製品は客自身が持参した携帯プレイヤーや音源を用いて試聴できるよう試聴器を常時2,000台以上展示している
。このようなヘッドフォン・イヤフォン製品に特化しかつ大量に試聴器を常設した形態は日本初とされている。周辺機器・製品についても試用・試聴が可能。
一般顧客にとっては敷居の高いカスタムIEMについても各メーカーの代理店となっており、試聴器を用意し、客自身が持ち込んだインプレッション（外耳型）を受け取り購入手続き代行を行っている。2014年8月22日に東京秋葉原店の同じビル内の1Fと地下1Fに世界初となるカスタムIEM専門店を開設。店内にてインプレッションが行える。
e☆イヤホン自身が主催して、各メーカー製品の展示会・即売会等のイベント「ポータブルオーディオフェスティバル」（ポタフェス）を開催したり、一部のメーカーとタイアップして自作教室を行うなどの活動も行っている。

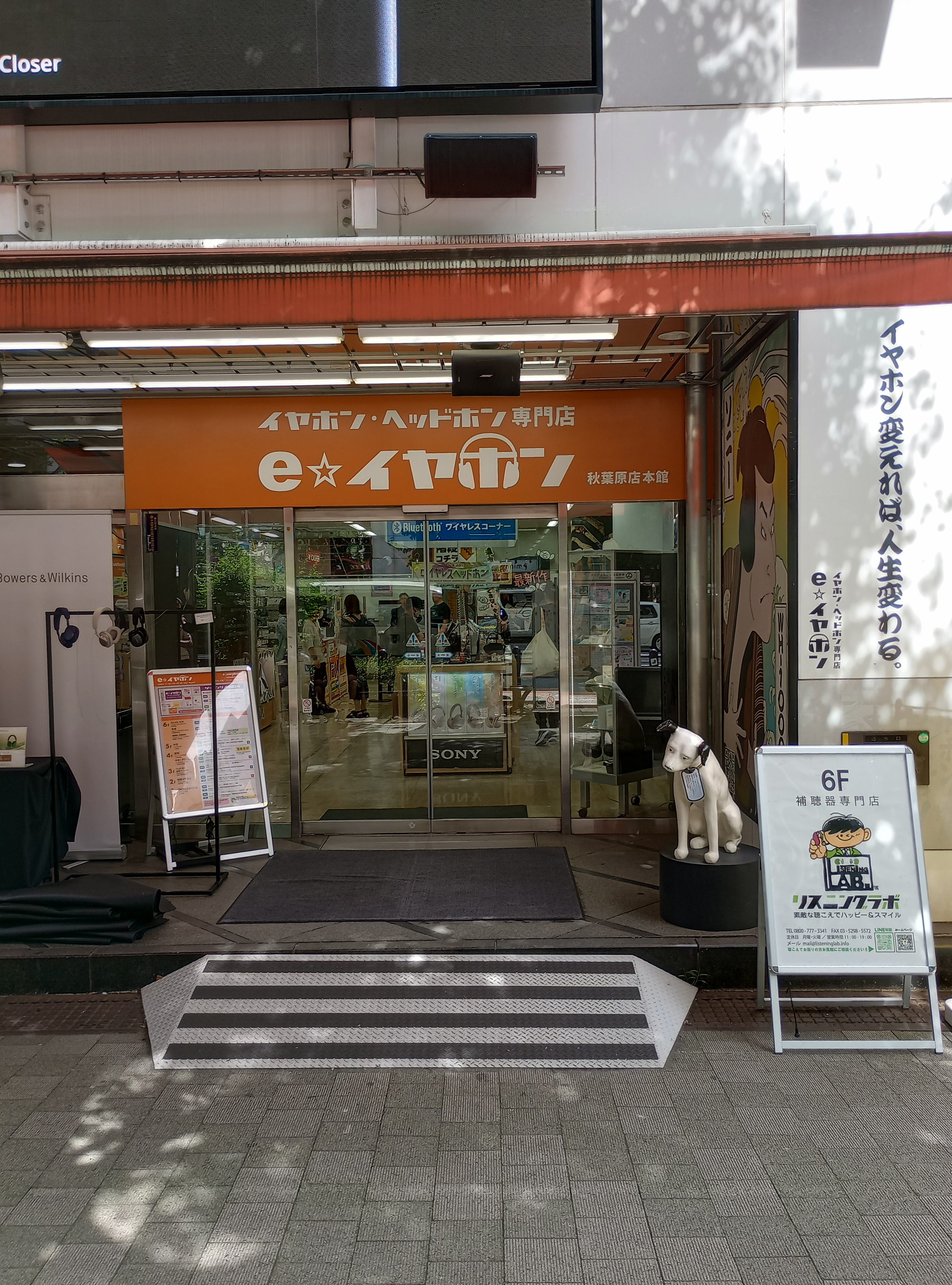
秋葉原店本館

### 歴史
ソフマップの執行役員だった創業者が独立して2007年に大阪ミナミのアメリカ村界隈にて創業したが、実際の客層が想定していた客層と合わず苦戦したため、売上を補うべくネット通販を開始。また、理想の店作りのできる場所を求め、2009年に日本橋（堺筋に面した恵美須町駅近くの赤松ビル）に移転している。2011年に秋葉原店を開店。2012年3月に大阪日本橋本店を現在地（サードウェーブ日本橋ビル）に移転。2014年7月に秋葉原店を移転・増床、8月にカスタムIEM専門店を開設。2015年10月には渋谷のQFRONTの3階にSHIBUYA TSUTAYA店（2020年5月に閉店）、同10月に名古屋市中区大須の大須301ビル2Fに名古屋大須店を開店した。2016年10月に梅田EST2Fに梅田店が開店（2022年2月に大阪日本橋本店に統合）。2021年7月、秋葉原店を移転リニューアル。2022年6月、EBeanS3Fに仙台駅前店が開店。

### その他
TBSテレビ『マツコの知らない世界』に同社のスタッフが3度出演（2013年7月26日（深夜番組時代）、2016年1月26日（ゴールデンタイム時代）「イヤホンの世界」の回、2016年6月7日（ゴールデンタイム時代)「ヘッドホンの世界」の回でプレゼンをした。